# Himno de las Brigadas Internacionales
El «Himno de las Brigadas Internacionales» o «País lejano» es una canción compuesta a finales de 1936 por el poeta alemán Erich Weinert y Ernst Busch, sobre la música del «Himno a Luis Carlos Prestes» de Carlos Palacio, Rafael Espinosa y Armand Guerra.
El himno, llamado originalmente «Caballero de la Esperanza», estaba dedicado al secretario general del Partido Comunista Brasileño, Luis Carlos Prestes, pero fue adoptado por las Brigadas Internacionales como canción oficial tras la incorporación de la letra de Weinert.
La partitura original se encuentra en el Institut Valencià de la Música por donación de los herederos de Carlos Palacio.

## Letra
País lejano nos ha visto nacer.

De odio, llena el alma hemos traído,

mas la Patria, no la hemos aún perdido,

nuestra Patria está hoy ante Madrid.

(bis, últimos 2 versos)

Camaradas, cubrid los parapetos,

que la vida no es vida sin la paz.

Defended con el pecho a vuestros hijos,

os ayuda la solidaridad.

(bis, últimos 2 versos)

Libre, España, de castas opresoras,

nuevo ritmo el alma batirá,

morirán los fascismos sangrientos,

en España habrá ya felicidad.

(bis, últimos 2 versos)

Generales traidores a su Patria,

del fascismo quieren saciar la sed.

Más los pueblos del mundo defendemos

lo que España jamás ha de perder.

(bis, últimos 2 versos)